# Вірхінія Ернандес
Вірджинія Ізабель Ернандес Мілачай (26 травня 1990 , Панама ) — панамська модель, переможниця конкурсу краси «Міс світу Панама-2013», учасниця конкурсів «Міс Світу-2013» та «Міс Земля 2016».

## Участь у конкурсах
Вірхінія Ернандес брала участь у конкурсі Miss World University Panamá 2010 і представляла свою країну на Miss World University 2010 в Кореї, де виграла конкурс Miss Congeniality.

## Міс світу Панама 2013
Наприкінці конкурсу «Міс Панама-2013» вона також отримала нагороди, зокрема «Міс Конгеніальність». Ернандесу зі зростом 1,73 м брала участь у національному конкурсі краси «Міс Панама 2013». Вона представляла штат Панама Центро.

## Міс світу 2013
Вірхінія Ернандес представляла Панаму на 63-му конкурсі «Міс світу», який відбувся 28 вересня 2013 року в Міжнародному конференц-центрі Sentul в Індонезії.

## Міс Земля 2016
Ернандес представляла Панаму на конкурсі Міс Земля 2016, де їй не вдалося потрапити до . Корону Міс Земля отримала Кетрін Еспін з Еквадору до п'ятірки кращих.